# 看護計画
看護計画（かんごけいかく）とは、看護過程の段階の1つ。
看護診断に基づいて具体的な目標と計画を立案する。看護診断の関連因子ごとに立案すると評価がしやすい。

## 内容
- 看護目標

大きく分けて長期目標と短期目標がある。期限を設定し、対象者を主語に記載する。
- 観察計画

看護診断を解決したり、異常を早期発見するための観察項目を設定する。
- 実施計画

健康回復を促したり、安全・安楽に生活を送っていただくためのケア計画を立てる。
- 教育計画

生活上の注意点や治療に伴う注意点・助言すべき点を設定する。